# Horní Loučky
Horní Loučky (in tedesco Ober Loutschka) è un comune della Repubblica Ceca facente parte del distretto di Brno-venkov, in Moravia Meridionale.